# Managementbuy-out
Een managementbuy-out is een vorm van overname waarbij een bedrijf of unit wordt uitgekocht door het zittende management. Dit komt vaak voor bij multinationals met meerdere business units, die besluiten de verliesgevende of niet tot de kernactiviteiten behorende onderdelen te verkopen.
Na de buy-out gaat het bedrijf verder met de lopende business, maar onder een andere naam en dus een andere juridische entiteit.